# Alec Acton
Alec Edward Acton (* 12. November 1938 in Billesdon; † 21. Juni 1994 in Leicester) war ein englischer Fußballspieler.

## Karriere
Acton repräsentierte als Schüler der Moat Boys School die Schulauswahl von Leicester und spielte dort unter anderem an der Seite von Geoff Tate. Im März 1953 spielte er in Ilford in einem Auswahlspiel für das bevorstehende Schülerländerspiel gegen Nordirland, wurde aber letztlich nicht nominiert. Im Sommer 1954 kam er zum örtlichen Profiklub Leicester City. Dort spielte er in der Saison 1954/55 als Amateur auf der Halbstürmerposition für die dritte Mannschaft des Klubs in der Leicestershire Senior League, die Leicester als Meister abschloss. Mitte 1955 wechselte er zu Stoke City und spielte im November 1955 erneut in Sichtungsspielen, dieses Mal anlässlich des UEFA-Juniorenturniers 1956 in Ungarn. Kurz darauf folgte auch ein Einsatz für das County Staffordshire anlässlich eines Spiels um den FA County Youth Challenge Cup gegen Worcestershire, in dem unter anderem auch sein Mannschaftskamerad Tony Allen mitwirkte. Im Januar 1956 stieg Acton 17-jährig zum Profi auf, blieb aber auf Einsätze in den Reservemannschaften beschränkt. Nach 18 Saisonspielen für Stokes Reservemannschaft in der Central League wechselte er im Sommer 1957 in die Birmingham & District League zu Brush Sports.
Im August 1958 wurde Acton von Stockport County verpflichtet, der Klub spielte in der Football League Third Division. Der Kontakt kam über Neil Franklin, Teil des Trainerstabs von Stockport, zustande, der Fußballtrainings bei der Royal Air Force leitete, bei der Acton Ende der 1950er Jahre seinen Militärdienst ableistete. Acton kam unter Trainer Willie Moir in der Drittligasaison 1958/59 zu acht Ligaeinsätzen, als Stockport als Viertletzter den Klassenerhalt verpasste. Im Saisonverlauf waren Frank Clempson, Trevor Porteous und Les Samuels Konkurrenten um den Platz des linken Läufers. In der folgenden Viertligasaison 1959/60 stand Acton zum Saisonauftakt gegen den FC Watford nochmals in der Startaufstellung, es blieb aber sein letzter Einsatz in der Football League. Bis zur Sommerpause 1960 hatte Acton zudem mindestens 42 Partien (1 Tor) für Stockports Reserveteam bestritten, bevor er den Klub wieder verließ und damit zugleich seine höherklassige Fußballerlaufbahn endete.
1974 gründete Acton Cresta Roofing Services, ein in Leicester beheimatetes Unternehmen, das im Flachdachbau tätig war und später von seinem Sohn weitergeführt wurde. Acton starb 55-jährig im Juni 1994 nach schwerer Krankheit im Leicester Royal Infirmary. Er hinterließ seine Ehefrau und mehrere Kinder.